# Parco nazionale di Marojejy
Il Parco nazionale di Marojejy (Marojezy secondo altre dizioni) è un'area naturale protetta del Madagascar, situata nella provincia di Antsiranana, a metà strada tra Sambava e Andapa.
La attrattiva principale del Parco è rappresentata dal massiccio di Marojejy, esplorato per la prima volta nel 1948 dal naturalista francese Jean-Henri Humbert. Grazie anche alla opera di sensibilizzazione di Humbert l'area fu dichiarata Riserva Naturale Integrale (RNI) nel 1952; dal 1998 gode dello status di Parco Nazionale.
Il parco fa parte del complesso delle Foreste pluviali di Atsinanana, patrimonio dell'umanità dell'UNESCO.

## Territorio
Ha una superficie di 60.050 ha.

## Flora
La vegetazione del Marojejy varia in funzione dei diversi microclimi presenti alle diverse altitudini ed è caratterizzata da una estrema biodiversità con oltre 2.000 specie vegetali tra cui almeno 275 specie di felci, 35 specie di palme, ben 7 delle quali endemiche del massiccio e diverse essenze pregiate tra cui tre specie di palissandro (Dalbergia madagascariensis, D. baronii e D. louvelii).
Si distinguono quattro fasce di vegetazione:
- Foresta pluviale di pianura: si sviluppa al di sotto degli 800 m, e grazie alle abbondanti precipitazioni, al clima caldo e alla protezione dai venti, è l'area dove si sviluppa la maggiore biodiversità. La canopea è densa, con alberi che raggiungono altezze di 25–35 m., ricchi di vegetazione epifita. In alcune aree alla vegetazione primaria si affiancano specie introdotte dall'uomo quali i bamboo, lo zenzero selvatico (Aframomum spp.), la "palma" del viaggiatore (Ravenala madagascariensis)[5]. Le famiglie di angiosperme maggiormente rappresentate sono Sapotaceae, Rubiaceae, Euphorbiaceae e Myrsinaceae. La foresta pluviale di pianura copre circa il 38% della superficie del parco.
- Foresta pluviale montana: sorge tra gli 800 e i 1400 m e si estende su oltre il 35% della superficie dell'area protetta; le temperature più basse e il suolo più povero limitano l'altezza degli alberi, che in questa fascia non superano i 18–25 m; le popolazioni di felci arboree diventano più numerose man mano che si sale di altitudine. Rubiaceae, Euphorbiaceae, Myrtaceae, Arecaceae, Pandanaceae e Burseraceae sono le famiglie maggiormente rappresentate.[6]

- Foresta montana sclerofilla: si sviluppa tra i 1400 e i 1800 m e copre l'11.5% della superficie del parco. A queste altitudini gli alberi non superano i 10–15 m e si ha una prevalenza di specie sclerofille dell famiglie Lauraceae, Rubiaceae, Clusiaceae e Araliaceae.
- Macchia montana: al di sopra dei 1.800 m prevale la cosiddetta "macchia ericoide". Si tratta un ecosistema di alta montagna, rinvenibile soltanto sulle parti sommitali dei massicci montuosi del Madagascar settentrionale (Marojejy, Tsaratanana, Ankaratra e Andringitra), caratterizzato dalla predominanza di specie delle famiglie Asteraceae (Psiadia spp., Helichrysum spp., Stoebe spp., Stenocline spp.), Ericaceae (Erica spp., Agauria spp., Vaccinum spp.), Podocarpaceae (Podocarpus spp.), Rhamnaceae (Phylica spp.) e Rubiaceae.[7]

## Fauna

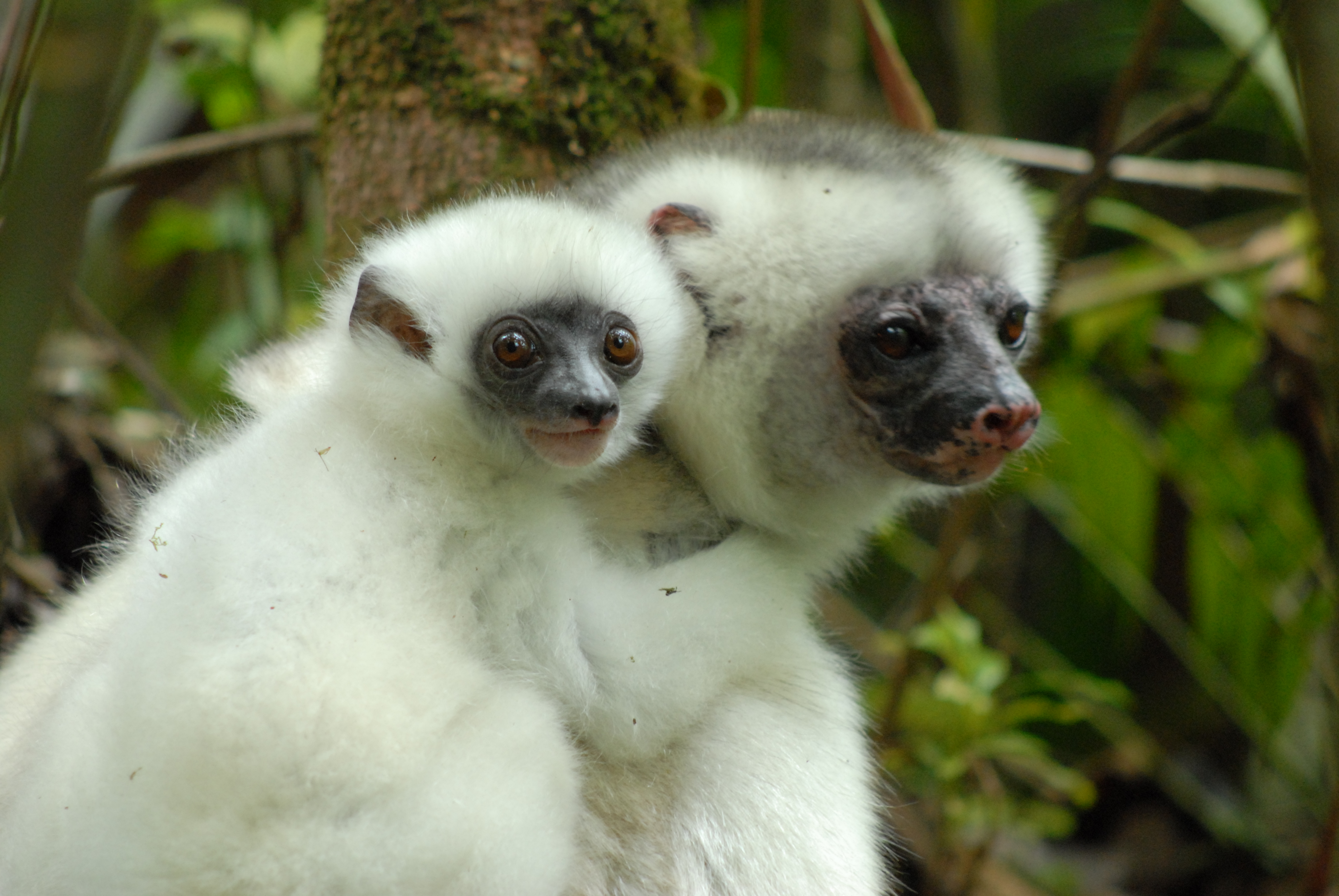
Una femmina di Propithecus candidus con il suo cucciolo

Nel parco vivono 11 differenti specie di lemuri. Tra quelli che è più probabile incontrare vi sono il rarissimo sifaka setoso (Propithecus candidus), noto localmente come simpona, di cui si stima sopravvivano poco meno di un migliaio di esemplari, il lemure dal ventre rosso (Eulemur rubriventer), il lemure dalla fronte bianca (Eulemur albifrons) e il maki lanoso (Avahi laniger). Meno facili da osservare, per le loro abitudini notturne, l'aye-aye (Daubentonia madagascariensis), il microcebo rosso (Microcebus rufus), il chirogaleo dalle orecchie pelose (Allocebus trichotis), il chirogaleo bruno (Cheirogaleus major), il valuvi forcifero (Phaner furcifer), il lemure donnola (Lepilemur mustelinus) e l'apalemure grigio (Hapalemur griseus).
Tra gli altri mammiferi presenti vi sono il fossa (Cryptoprocta ferox), 15 specie differenti di tenrec e il pipistrello dai piedi a ventosa (Myzopoda aurita).
Molto ricca l'avifauna, con oltre 100 specie differenti tra le quali l'aquila serpentaria del Madagascar (Eutriorchis astur), l'astore di Henst (Accipiter henstii), la falsa nettarinia ventregiallo (Neodrepanis hypoxantha), il tessitore fiammante (Foudia madagascariensis), la ghiandaia marina di Crossley (Atelornis crossleyi), il vanga dall'elmo (Euryceros prevostii), il vanga dal becco uncinato (Vanga curvirostris), il vanga di Bernier (Oriolia bernieri), il drongo crestato (Dicrurus forficatus), il bulbul corona grigia (Xanthomixis cinereiceps) e il garrulo orecchie gialle (Crossleyia xanthophrys).
Sono state censite 77 specie di rettili, tra cui il boa arboricolo Sanzinia madagascariensis, i camaleonti Calumma peyrierasi (il cui areale è ristretto alle zone di alta quota del massiccio), Calumma nasutum, Furcifer pardalis, Brookesia betschi e Brookesia stumpffi, i gechi Blaesodactylus antongilensis, Ebenavia inunguis, Paroedura gracilis, Phelsuma quadriocellata e Uroplatus ebenaui, gli scincidi Amphiglossus melanurus e Trachylepis gravenhorstii.
Sono inoltre presenti 70 specie di anfibi (Boophis spp., Mantella spp., Mantidactylus spp., Cophyla spp., Plethodontohyla spp., Rhombophryne spp.).